# فرماندار (نخستی‌سان)
پروکنسول یک سرده منقرض شده از نخستی‌سانان است که از ۲۳ تا ۵ میلیون سال پیش در دورهٔ میوسن می‌زیسته است. سنگواره‌های این جانور در شرق آفریقا از جمله کنیا و اوگاندا یافت شده است. اسم پروکنسول توسط آرتور هاپوود در سال ۱۹۳۳ میلادی برای این جانور انتخاب شد.

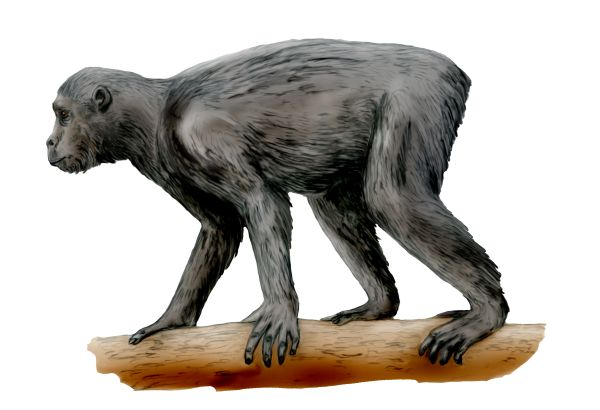
بازسازی شمایل پروکنسول

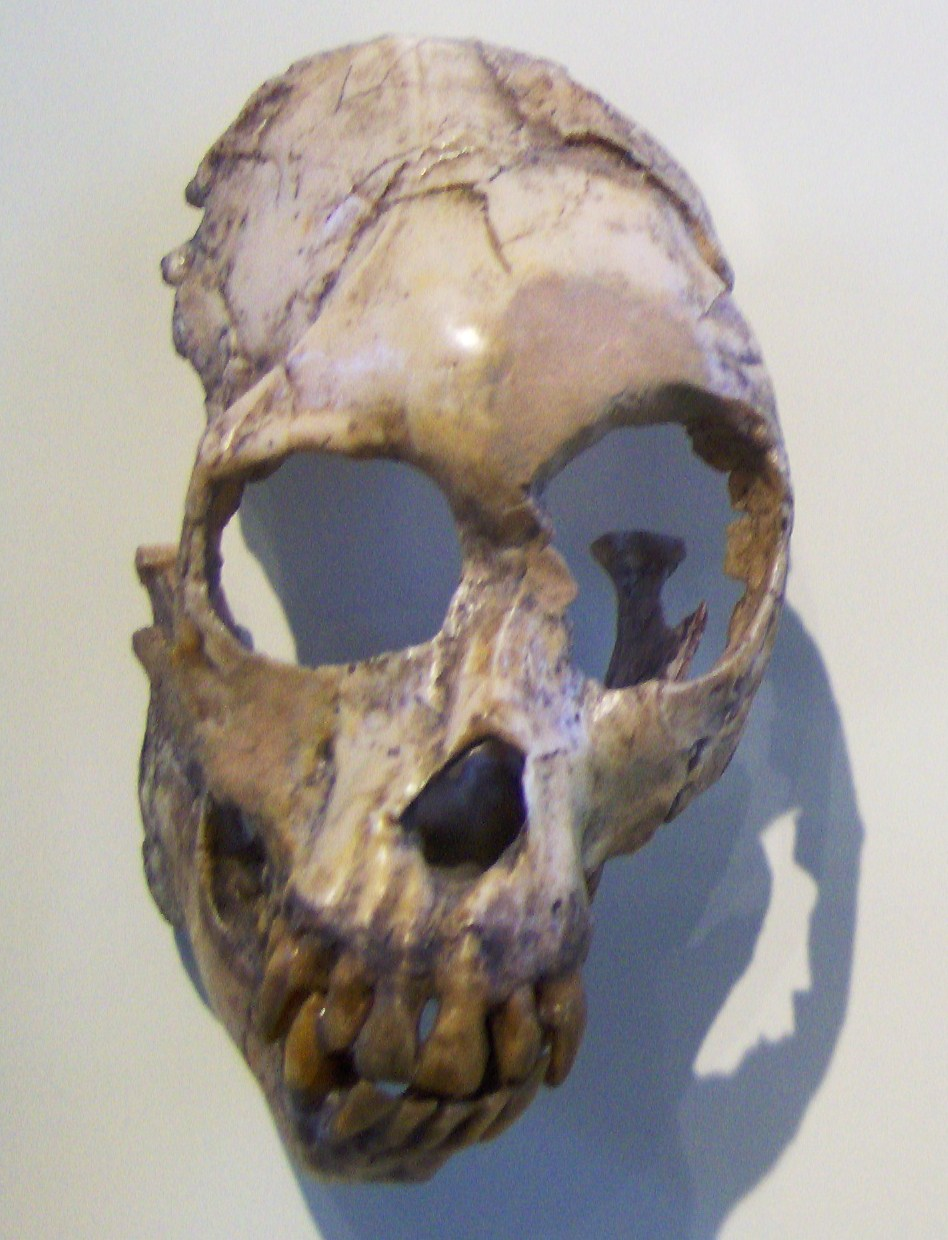
جمجمهٔ پروکنسول آفریقایی